# 塞拉里昂刺蝶魚
塞拉里昂刺蝶魚，俗名橙色神仙、風琴神仙、號角神仙，為輻鰭魚綱鱸形目鱸亞目蓋刺魚科的其中一個種。

## 分布
本魚分布於中東太平洋區，包括墨西哥加利福尼亞灣、雷維拉吉哥多島（Revillagigedo Is.）等海域。

## 特徵
本魚體長卵形側扁，吻短稍尖，幼魚魚體側為橙紅色，鑲有多條紫色橫紋，成魚的頭部及大半體側均變成綠色，只有尾部、背鰭及胸部仍為橙色。體長可達20公分。

## 生態
本魚棲息於珊瑚礁區。通常單獨地或成對出現。屬肉食性，以海膽、海參等無脊椎動物為食。

## 經濟利用
為高經濟價值的觀賞魚類，較少當食用魚。